# Sagamichthys gracilis
Sagamichthys gracilis är en fiskart som beskrevs av Sazonov, 1978. Sagamichthys gracilis ingår i släktet Sagamichthys och familjen Platytroctidae. Inga underarter finns listade i Catalogue of Life.